# Aartsbisdom Częstochowa

kerkprovincie Częstochowa:
8. Aartsbisdom Częstochowa
9. Bisdom Radom
10. Bisdom Sosnowiec

Het aartsbisdom Częstochowa (Latijn: Archidioecesis Czestochoviensis, Pools: Archidiecezja Częstochowska) is een in Polen gelegen rooms-katholiek aartsbisdom met zetel in de stad Częstochowa. De aartsbisschop van Częstochowa is metropoliet van de kerkprovincie Częstochowa waartoe ook de volgende suffragane bisdommen behoren:
- bisdom Radom (Radom)
- bisdom Sosnowiec (Sosnowiec)

## Geschiedenis
Het bisdom Częstochowa werd op 28 oktober 1925 door paus Pius XI met de apostolische constitutie Vixdum Poloniae Unitas opgericht als suffragaan bisdom binnen het aartsbisdom Kraków. Als gevolg van de herstructurering van de katholieke kerk in Polen werd het bisdom door paus Johannes Paulus II op 25 maart 1992 met de apostolische constitutie "Totus Tuus Poloniae populus" verheven tot metropolitaan aartsbisdom.
Kathedraal van het aartsbisdom is de Kerk van de Heilige Familie in Częstochowa. Het religieuze middelpunt van Częstochowa is echter de Jasna Góra (lichte berg) ten westen van de stad, met het klooster waar zich het icoon van de Zwarte Madonna van Częstochowa bevindt.

## Bisschoppen
- 1925–1951 Teodor Kubina
- 1951–1963 Zdzisław Goliński
- 1964–1984 Stefan Bareła
- 1984–1992 Stanisław Nowak

### Aartsbisschoppen
- 1992–2011 Stanisław Nowak
- sinds 2011 Wacław Depo

### Hulpbisschoppen
- 1936–1943 Anton Jacek Zimniak (titulair bisschop van Dionysiana)
- 1944–1965 Stanislaw Czajka (titulair bisschop van Centuria)
- 1964–1992 Tadeusz Stanislaw Szwagrzyk (titulair bisschop van Ita)
- 1965–1992 Franciszek Musiel (titulair bisschop van Tamata)
- 1978–1994 Miloslaw-Jan Kolodziejczyk (titulair bisschop van Avissa)
- seit 1998 Antoni Długosz (titulair bisschop van Aggar)
- 2000–2013 Jan Franciszek Wątroba (titulair bisschop van Bisica)

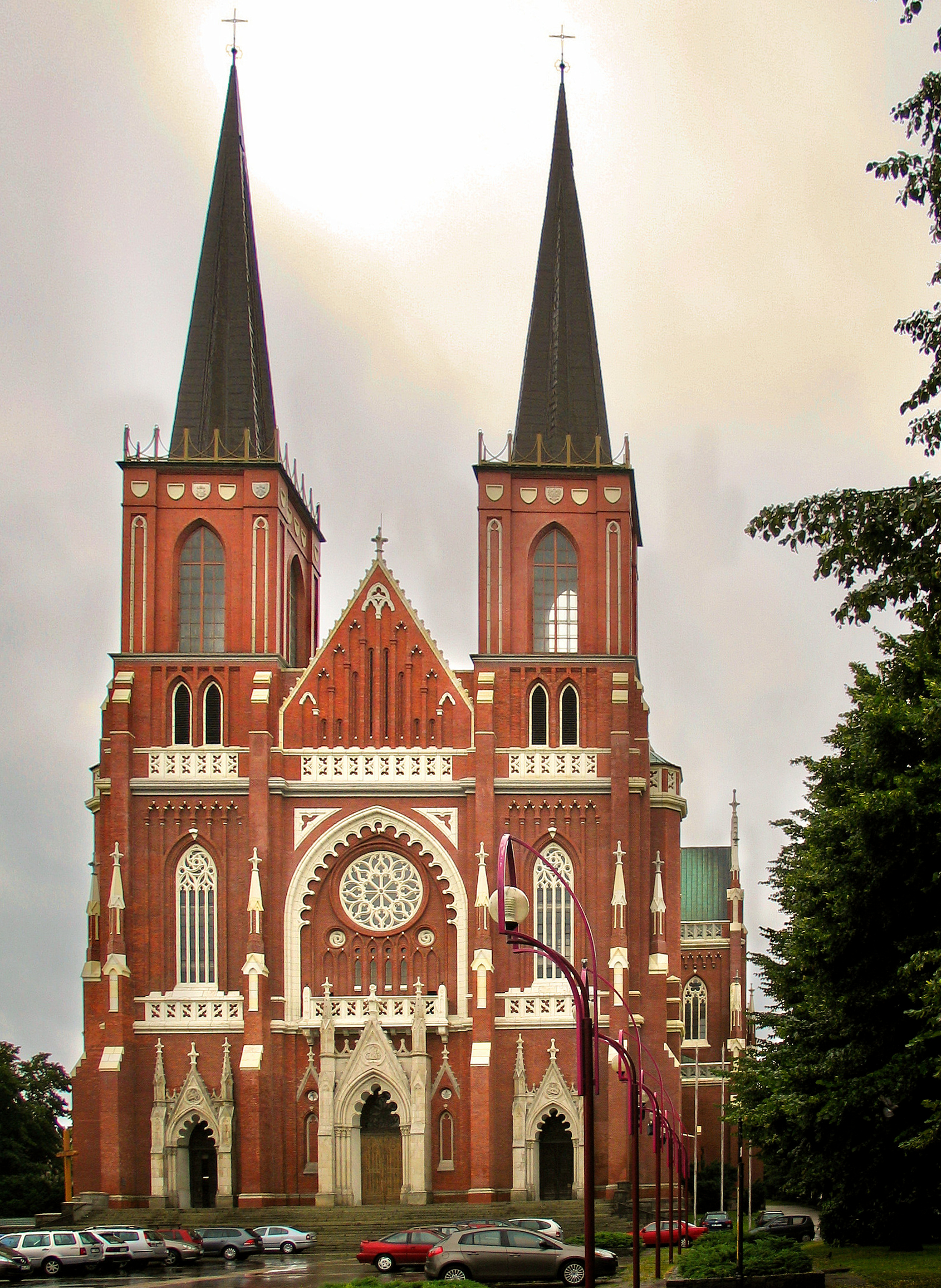
Kathedraal van Częstochowa
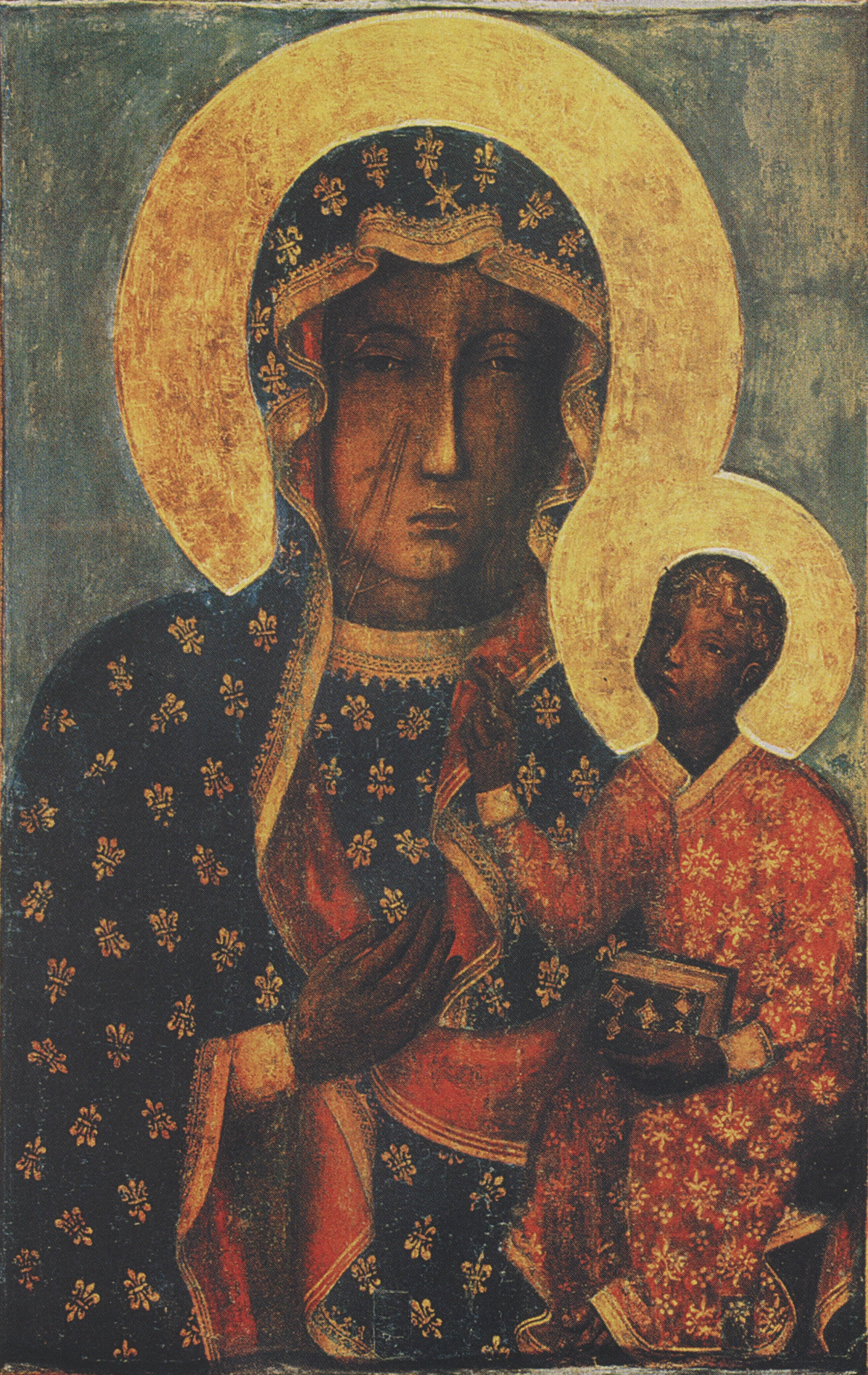
Zwarte Madonna van Częstochowa
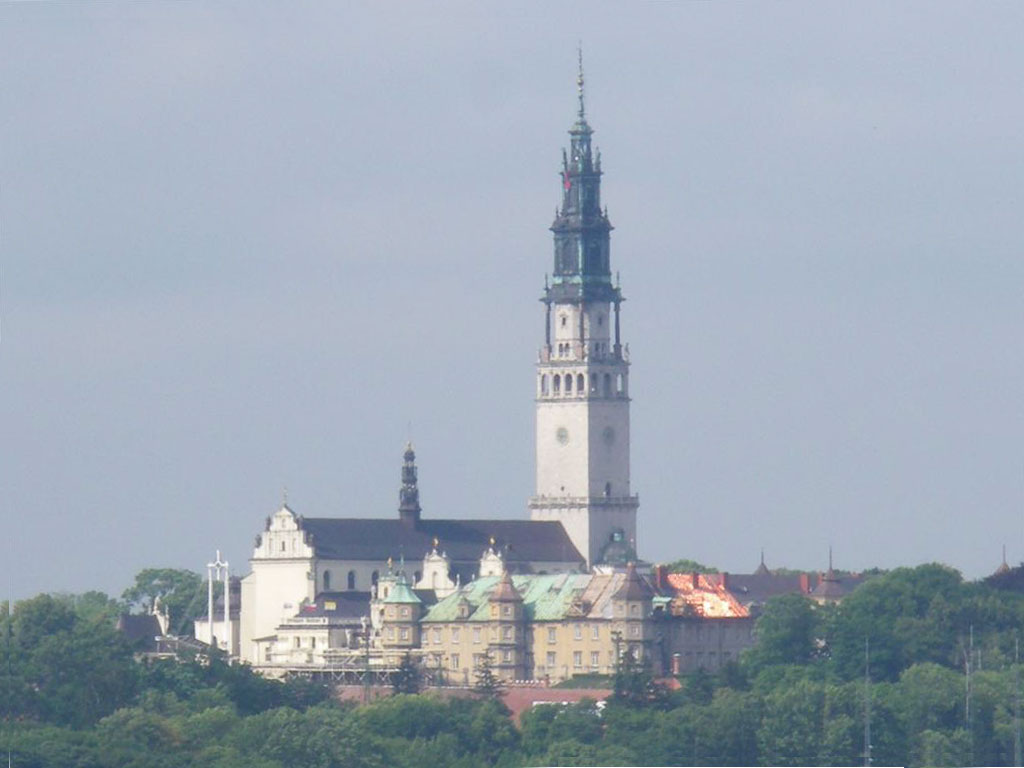
Jasna Góra
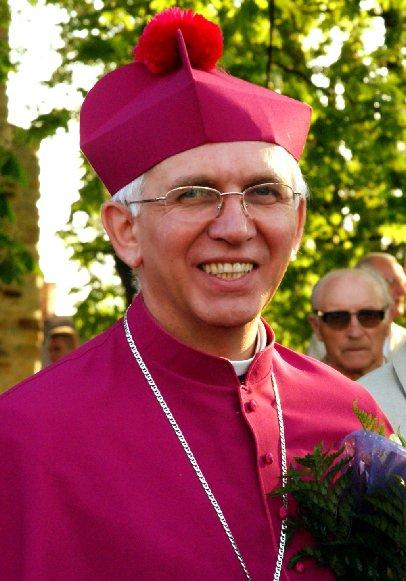
Aartsbisschop Depo